# Ден Мелоуні
Ден Мелоуні (англ. Dan Maloney, 24 вересня 1950, Беррі — 19 листопада 2018, Беррі) — канадський хокеїст, що грав на позиції крайнього нападника. Згодом — хокейний тренер.
Провів понад 700 матчів у Національній хокейній лізі. 

## Ігрова кар'єра
Хокейну кар'єру розпочав 1967 року.
1970 року був обраний на драфті НХЛ під 14-м загальним номером командою «Чикаго Блекгокс». 
Протягом професійної клубної ігрової кар'єри, що тривала 13 років, захищав кольори команд «Чикаго Блекгокс»,  «Лос-Анджелес Кінгс»,  «Детройт Ред-Вінгс» та  «Торонто Мейпл-Ліфс».
Загалом провів 777 матчів у НХЛ, включаючи 40 ігор плей-оф Кубка Стенлі.

## Тренерська робота
1972 року розпочав тренерську роботу в НХЛ. Працював з командами «Торонто Мейпл-Ліфс» та «Вінніпег Джетс».

## Статистика
| Сезон        | Клуб                 | Ліга         | Регулярний сезон | Регулярний сезон | Регулярний сезон | Регулярний сезон | Регулярний сезон | Плей-оф | Плей-оф | Плей-оф | Плей-оф | Плей-оф |
| Сезон        | Клуб                 | Ліга         | І                | Г                | П                | О                | ШХ               | І       | Г       | П       | О       | ШХ      |
| ------------ | -------------------- | ------------ | ---------------- | ---------------- | ---------------- | ---------------- | ---------------- | ------- | ------- | ------- | ------- | ------- |
| 1967–68      | «Маркем Сіл-е-Вокс»  | МетЮХЛ       | —                | —                | —                | —                | —                | —       | —       | —       | —       | —       |
| 1968–69      | «Лондон Найтс»       | ОХА          | 53               | 12               | 28               | 40               | 62               | 6       | 2       | 1       | 3       | 16      |
| 1969–70      | «Лондон Найтс»       | ОХА          | 54               | 31               | 35               | 66               | 232              | 11      | 1       | 3       | 4       | 66      |
| 1970–71      | «Чикаго Блекгокс»    | НХЛ          | 74               | 12               | 14               | 26               | 174              | 10      | 0       | 1       | 1       | 8       |
| 1971–72      | «Даллас Блек Гокс»   | ЦПХЛ         | 72               | 25               | 45               | 70               | 161              | 12      | 4       | 5       | 9       | 44      |
| 1972–73      | «Чикаго Блекгокс»    | НХЛ          | 57               | 13               | 17               | 30               | 63               | —       | —       | —       | —       | —       |
| 1972–73      | «Лос-Анджелес Кінгс» | НХЛ          | 14               | 4                | 7                | 11               | 18               | —       | —       | —       | —       | —       |
| 1973–74      | «Лос-Анджелес Кінгс» | НХЛ          | 65               | 15               | 17               | 32               | 113              | 5       | 0       | 0       | 0       | 2       |
| 1974–75      | «Лос-Анджелес Кінгс» | НХЛ          | 80               | 27               | 39               | 66               | 165              | 3       | 0       | 0       | 0       | 2       |
| 1975–76      | «Детройт Ред-Вінгс»  | НХЛ          | 77               | 27               | 39               | 66               | 203              | —       | —       | —       | —       | —       |
| 1976–77      | «Детройт Ред-Вінгс»  | НХЛ          | 34               | 13               | 13               | 26               | 64               | —       | —       | —       | —       | —       |
| 1977–78      | «Детройт Ред-Вінгс»  | НХЛ          | 68               | 16               | 29               | 45               | 151              | —       | —       | —       | —       | —       |
| 1977–78      | «Торонто Мейпл-Ліфс» | НХЛ          | 13               | 3                | 4                | 7                | 25               | 13      | 1       | 3       | 4       | 17      |
| 1978–79      | «Торонто Мейпл-Ліфс» | НХЛ          | 77               | 17               | 36               | 53               | 157              | 6       | 3       | 3       | 6       | 2       |
| 1979–80      | «Торонто Мейпл-Ліфс» | НХЛ          | 71               | 17               | 16               | 33               | 102              | —       | —       | —       | —       | —       |
| 1980–81      | «Торонто Мейпл-Ліфс» | НХЛ          | 65               | 20               | 21               | 41               | 183              | 3       | 0       | 0       | 0       | 4       |
| 1981–82      | «Торонто Мейпл-Ліфс» | НХЛ          | 44               | 8                | 7                | 15               | 71               | —       | —       | —       | —       | —       |
| Усього в НХЛ | Усього в НХЛ         | Усього в НХЛ | 737              | 192              | 259              | 451              | 1,489            | 40      | 4       | 7       | 11      | 35      |

## Тренерська статистика
| Команда              | Сезон           | Регулярний сезон | Регулярний сезон | Регулярний сезон | Регулярний сезон | Регулярний сезон | Регулярний сезон | Плей-оф                                 |
| Команда              | Сезон           | І                | В                | П                | Н                | О                | Результат        | Результат                               |
| -------------------- | --------------- | ---------------- | ---------------- | ---------------- | ---------------- | ---------------- | ---------------- | --------------------------------------- |
| «Торонто Мейпл-Ліфс» | 1984–85         | 80               | 20               | 52               | 8                | 48               | 5-е в ДН         | не вийшли                               |
| «Торонто Мейпл-Ліфс» | 1985–86         | 80               | 25               | 48               | 7                | 57               | 4-е в ДН         | програш у фіналі дивізіону (3–4 СТЛ)    |
| «Вінніпег Джетс»     | 1986–87         | 80               | 40               | 32               | 8                | 88               | 3-є в ДС         | програш у фіналі дивізіону (0–4 ЕДМ)    |
| «Вінніпег Джетс»     | 1987–88         | 80               | 33               | 36               | 11               | 77               | 3-є в ДС         | програш у півфіналі дивізіону (1–4 ЕДМ) |
| «Вінніпег Джетс»     | 1988–89         | 52               | 18               | 25               | 9                | (64)             | 5-е в ДС         | звільнений                              |
| Усього Вінніпег      | Усього Вінніпег | 212              | 91               | 93               | 28               | 210              |                  | 5-10 (0.333)                            |
| Усього Торонто       | Усього Торонто  | 160              | 45               | 100              | 15               | 105              |                  | 6-4 (0.600)                             |
| Усього               | Усього          | 372              | 136              | 193              | 43               | 315              |                  | 11-14 (0.440)                           |